# The Charleston (canción)
«The Charleston» (en español, «El Charlestón») es una composición de jazz que se escribió para acompañar el baile del Charlestón. Fue compuesta en 1923, con letra de Cecil Mack y música de James P. Johnson, quien introdujo por primera vez el estilo stride piano.
La canción apareció en el espectáculo de comedia musical estadounidense de Broadway Runnin' Wild, que se estrenó en el New Colonial Theatre de Nueva York el 29 de octubre de 1923. La música de los estibadores de Carolina del Sur inspiró a Johnson para componerla. El baile conocido como Charlestón llegó a caracterizar la época. La letra, aunque rara vez se canta (una excepción es la grabación de Chubby Checker de 1961), fue escrita por Cecil Mack, uno de los compositores más consumados de principios del siglo XX. El ritmo principal de la canción, básicamente el primer compás de una clave 3 2, se utilizó ampliamente en la composición de jazz y los músicos todavía la mencionan por su nombre. Armónicamente, la canción presenta una progresión de ragtime de cinco acordes (I-III7-VI7-II7-V7-I).
«The Charleston» pasó a ser de dominio público en los Estados Unidos en 2019.

## En la cultura popular
La canción se ha utilizado en varias películas ambientadas en los años 20. Ginger Rogers baila la música en la película Roxie Hart (1942). En las películas Margie (1946) y Qué bello es vivir (1946), la canción suena durante las escenas de baile escolar. En la película Tea for Two (1950), con Doris Day y Gordon MacRae, la canción es un número de producción destacado. La canción aparece durante los créditos finales de la película de 1981 The Evil Dead y en el segmento "They're Creeping Up on You" de la película de 1982 Creepshow. Una versión interpretada por Enoch Light y los Charleston City All Stars se utiliza en la película de Woody Allen de 2011 Midnight in Paris, que se desarrolla en gran parte en la década de 1920. El tema «Bang Bang» de la película de 2013 El gran Gatsby, interpretado por Will.I.am, samplea la canción.
Una de las grabaciones más famosas de la canción fue la de The Golden Gate Orchestra en 1925, que ha sido incluida en el Registro Nacional de Grabaciones de Estados Unidos.